# Jürgen Preuss
Jürgen Preuss, auch bekannt unter dem Pseudonym Weinrich Weine, (* 18. Februar 1942 in Düsseldorf) ist ein deutscher Schriftsteller.

## Leben
Jürgen Preuss absolvierte von 1959 bis 1964 eine Ausbildung
in der Handelsschifffahrt. Von 1965 bis 1995 war er als Manager in der Reedereibranche, später auch als Unternehmensberater, tätig. Er hielt sich zeitweise in Großbritannien, Frankreich, Chile, den Vereinigten Staaten und seit 1991 in Rotterdam auf. In den Achtzigerjahren entwickelte er sein Projekt FL.A.G. Ships (Floating Art Giant Ships), mittels dessen ausgediente Hochseeschiffe zu schwimmenden Kunstwerken bzw. -plattformen umgewandelt werden sollten. Seit 1995 veröffentlicht er als freier Schriftsteller Erzählungen, Satiren und Gedichte; daneben veranstaltet er Lesungen mit eigenen Texten. Preuss lebt in Ratingen.

## Werke
- Nieder mit dem Mieder!, Darmstadt 1997 (unter dem Namen Weinrich Weine)
- Von unten betrachtet, Weilerswist 2000 (unter dem Namen Weinrich Weine)
- Der Reißwolf heult mit, Nördlingen 2006
- Alles in Buddha, Düsseldorf 2008